# Cá giống mõm tròn
Cá giống mõm tròn, còn gọi là cá đuối bùn (tên khoa học: Rhina ancylostoma), là một loài cá đuối và là thành viên duy nhất của họ Rhinidae. Tương đồng tiến hóa của nó không được giải quyết đầy đủ, mặc dù nó có thể liên quan đến Rhinobatidae và Rajidae. Loài cá này xuất hiện trong vùng rộng lớn nước ven biển nhiệt đới miền Tây Ấn Độ-Thái Bình Dương, ở độ sâu lên đến 90 m (300 ft). Cá giống mõm tròn có một cơ thể rộng và dày với mõm tròn và vây lưng và vây đuôi rộng giống cá mập. Miệng của nó tạo thành một đường nhấp nhô hình chữ W vá có nhiều chỏm gai trên đầu và lưng của nó. Nó có một kiểu màu lưng nhiều đốm trắng trên một màu xám hơi xanh đến nâu, với một cặp mảng màu đen nổi bật trên vây ngực. Loài cá lớn này có thể đạt chiều dài 2,7 m (8,9 ft) và cân nặng 135 kg (298 lb).
Thường được tìm thấy ở gần đáy biển, cá giống mõm tròn thích các khu vực cát hoặc bùn gần đáy. Nó là một động vật ăn thịt bơi mạnh ăn cá xương, động vật giáp xác, và động vật thân mềm. Loài này đẻ một lứa từ hai đến mười hai con non, được nuôi dưỡng trong thời kỳ mang thai bởi noãn hoàng. Liên minh Bảo tồn Thiên nhiên Quốc tế (IUCN) đánh giá nó là loài dễ bị tổn thương bởi vì nó được đánh bắt thủ công rộng rãi và thủy sản thương mại để lấy vây và thịt. Nó được xem như là một mối phiền toái cho tàu thuyền đánh cá, vì kích thước lớn và lớp da gai góc nên nó gây thiệt hại sản lượng lưới đánh bắt. Cá giống mõm tròn thích nghi tốt với điều kiện nuôi nhốt và được trưng bày trong hồ kính công cộng.

## Phân bố và môi trường sống
Cá giống mõm tròn phân bố rộng rãi ở vùng ven biển nhiệt đới vùng biển phía Tây Ấn Độ-Thái Bình Dương. Ở Ấn Độ Dương, nó được tìm thấy từ KwaZulu-Natal ở Nam Phi đến Biển Đỏ (bao gồm cả Seychelles), trên tiểu lục địa Ấn Độ và Đông Nam Á (bao gồm cả Maldives), đến vịnh cá mập ở Tây Úc. Phạm vi Thái Bình Dương của nó kéo dài về phía Bắc đến phía Nam Hàn Quốc và Nhật Bản, phía đông giáp New Guinea, và phía nam giáp New South Wales. Được tìm thấy ở độ sâu từ 3 đến 90 m (10 và 300 ft), loài cá đuối này dành phần lớn thời gian của mình gần đáy biển nhưng đôi khi có thể được nhìn thấy bơi lội trong tầng nước giữa. Nó thích môi trường sống bùn hoặc cát, và cũng có thể được tìm thấy trong các vùng nhiều đá lân cận, rạn san hô và tàu đắm.